# Ansorgius praedictus
Ansorgius praedictus (лат.) — вымерший вид длинноусых двукрылых, единственный представитель рода Ansorgius и семейства Ansorgiidae.

## Описание
Длина тела около 6 мм. Ноги без шпор на голени. Длина крыла 5 мм. Брюшко широкое немного короче крыльев.

## Систематика
Семейство выделено Виеславом Кржеминским и Еленой Лукашевич в 1993 году основываясь на единственном рода и виде. Семейство этими авторами было помещено как близкий таксон с птихоптеридами (Ptychopteridae) в надсемейство Scatopsoidea, но сейчас это семейство входит в состав другого надсемейства Blephariceroidea. Новое название — Ansorgius, роду дал Виеслав Кржеминский. Найден в Казахстане в отложениях верхний юрский период).